# Retail Info
Retail Info, s.r.o. byla česká internetová společnost, jejímž prvním (od roku 2000) a od počátku největším projektem byl web AkcniCeny.cz, který informuje spotřebitele o letákových akcích na trhu. Díky úspěchu projektu byly postupně spuštěny další weby, např. týkající se nakupování a zařizování bydlení (oBydleni.cz), nakupování v eshopech (Monitor.cz), nakupování v bazarech (Multibazar.cz), či nákupní rádce (Foxter.cz). Společnost působila v rámci většiny projektů i na Slovensku a v Polsku. V meziročním srovnání počtu reálných uživatelů leden 2010/leden 2009 se stala druhou nejrychleji rostoucí společností na českém internetovém trhu.[zdroj?] (zdroj: NetMonitor - SPIR - Mediaresearch & Gemius, Leden 2009 – Leden 2010).
V prosinci 2012 byla společnost Retail Info, s.r.o. koupena mediální skupinou MAFRA, a.s., se kterou v červnu 2014 fúzovala a fakticky tak zanikla.
V rámci mediální skupiny MAFRA pokračoval rozvoj původních projektů (zejména AkcniCeny.cz a VratnePenize.cz) a vznikly nové, jako například mobilní aplikace Visa Portmonka nebo veřejná affiliate síť eRetail.cz.
V průběhu roku 2015 došlo k ukončení několika původních projektů, především odborného magazínu Retail Info Plus, portálů Foxter.cz a Foxter.sk nebo Inzerce-obchod.cz.